# Marta Fascina
Marta Antonia Fascina (Melito di Porto Salvo, 9 gennaio 1990) è una politica italiana, dal 23 marzo 2018 deputata alla Camera per Forza Italia.

## Biografia
Nata a Melito di Porto Salvo (Reggio Calabria), cresce a Portici (Napoli), per poi trasferirsi a Napoli e, terminate le scuole superiori, si laurea in lettere e filosofia presso l'Università "La Sapienza" di Roma.
Dopo la laurea diventa giornalista, seppur brevemente, collaborando con diverse testate giornalistiche (tra cui il Giornale) e ricoprendo il ruolo di addetta stampa.
In seguito, viene chiamata a svolgere il ruolo di addetta stampa e specialista delle relazioni pubbliche per l'ufficio stampa della società calcistica del Milan, trasferendosi a Milano e conoscendo l'allora amministratore delegato rossonero Adriano Galliani.

## Attività politica

### Inizi ed elezione alla Camera
Aderisce al Popolo della Libertà e alle elezioni comunali del 2013 viene candidata al consiglio comunale di Portici, ma ottiene solo 58 preferenze e non viene eletta. Il 16 novembre 2013, con la sospensione delle attività del PdL, aderisce alla rinata Forza Italia.
Alle elezioni politiche del 2018, su impulso di Silvio Berlusconi, viene candidata ed eletta alla Camera dei deputati nel collegio plurinominale Campania 1 - 01 tra le liste di Forza Italia. Secondo alcune ricostruzioni, parzialmente confermate dall'ex coordinatore regionale di Forza Italia in Campania Domenico De Siano, avrebbe preso il posto che sarebbe dovuto toccare all'ex ministro delle politiche agricole alimentari e forestali Nunzia De Girolamo (non rieletta in Parlamento). Inoltre Carlo Aveta, figura di spicco del centro-destra a Portici, protesta su Facebook con Berlusconi per questo fatto: "Portici avrà il suo deputato, una ventottenne che Forza Italia ha blindato in ben due listini al proporzionale, come se fosse un big nazionale, dall’alto delle sue 58 preferenze raccolte alle comunali del 2013 con il Popolo della Libertà".
Nel corso della XVIII legislatura, oltre ad essere componente e segretaria della 4ª Commissione Difesa della Camera, si distingue, secondo l'associazione Openpolis, per uno scarso indice di produttività nell'attività parlamentare (solo 2 proposte di legge presentate da prima firmataria) ed un'elevata assenza a Montecitorio (74% al 2022), non partecipando alle sedute per approvare i delicati provvedimenti relativi all’emergenza coronavirus.

### Nel cerchio magico berlusconiano
Grazie a Galliani, viene inserita nel cerchio magico berlusconiano, e negli anni riesce a ritagliarsi un ruolo sempre più apicale all'interno di Forza Italia, partecipando, al fianco di Berlusconi, a diversi vertici insieme a personalità di spicco quali Licia Ronzulli, Antonio Tajani, Anna Maria Bernini e Paolo Barelli.
Il 24 luglio 2022 Renato Brunetta a Mezz'ora in più la cita dopo che la deputata lo aveva definito un traditore per aver lasciato Forza Italia (in seguito al ruolo del partito nella caduta del governo di Mario Draghi) e aveva ironizzato sulla sua bassa statura. La Fascina infatti aveva pubblicato sul suo profilo Instagram un post con scritto "Roma non premia i traditori", accompagnata dal brano di Fabrizio De André Un giudice, che racconta la storia di un nano che da oggetto di prese in giro, armato di perseveranza, si laurea e diventa un giudice. Brunetta ironizzò sull'accaduto, affermando che le esternazioni di Fascina gli permettevano di poter finalmente parlare in pubblico delle difficoltà legate al proprio aspetto fisico.

### Rielezione a deputata
Alle elezioni politiche anticipate del 2022 Fascina viene ricandidata alla Camera nel collegio uninominale Sicilia 1 - 06 (Marsala), sostenuta dalla coalizione di centro-destra in quota forzista, oltreché nelle liste di Forza Italia nei collegi plurinominali Lombardia - 02 come capolista e Campania 1 - 02, Campania 2 - 01, Campania 2 - 02 e Lombardia 1 - 01 in seconda posizione, venendo eletta nell'uninominale con il 35,98% dei voti contro la principale candidata del Movimento 5 Stelle Vita Martinciglio (27,66%). Nella XIX legislatura ricopre nuovamente l'incarico di segretaria della 4ª Commissione Difesa.
Durante la formazione del governo Meloni, Fascina riesce a influenzare nelle nomine di Matteo Perego di Cremnago e Tullio Ferrante, ritenuti vicini a lei, come sottosegretari rispettivamente alla Difesa e al MIT.

## Vita privata
Marta Fascina si dichiara amante del calcio e tifosa del Milan. Dal 2020 fino alla morte di lui è stata fidanzata ufficialmente con Silvio Berlusconi, capo del suo partito: il fidanzamento è stato reso pubblico da un comunicato ufficiale di Forza Italia.
Il 19 marzo 2022 la coppia ha celebrato la propria unione in un evento privato tenutosi presso Villa Gernetto a Lesmo (MB); l'occasione, definita dai media "promessa d’amore" o "non matrimonio", avvenne alla presenza del fratello dell'ex premier, Paolo Berlusconi, dei suoi figli (tranne Pier Silvio) e nipoti, nonché di persone a lui vicine (tra gli altri Gianni Letta, Marcello Dell'Utri, Fedele Confalonieri, Alberto Zangrillo, Antonio Tajani, Vittorio Sgarbi, Adriano Galliani), del dirigente leghista Matteo Salvini e di diversi parlamentari forzisti. Lo stesso Berlusconi, in una nota, sottolineò come la circostanza fosse priva di valore legale.
All'apertura del testamento olografo di Silvio Berlusconi, nei primi giorni di luglio 2023, emerse come nell'ultimo dei tre fogli che costituivano il documento, l'ex Presidente del Consiglio avesse disposto una donazione a titolo di legato di 100 milioni di euro a beneficio dell'ultima compagna. Questo foglio, a differenza degli altri due, era stato per qualche tempo custodito dalla stessa Fascina, per poi essere consegnato al notaio milanese che aveva già in custodia le restanti pagine.